# Barry Ashbee
Barry Ashbee (* 28. Juli 1939 in Weston, Ontario; † 12. Mai 1977 in Philadelphia, Pennsylvania, USA) war ein kanadischer Eishockeyspieler und -trainer, der in seiner aktiven Zeit von 1956 bis 1974 unter anderem für die Boston Bruins und Philadelphia Flyers in der National Hockey League gespielt hat.

## Karriere
Ashbee spielte während seiner Juniorenzeit bei den Barrie Flyers in der Ontario Hockey Association. Nach einigen Jahren bei den Kingston Frontenacs in der Eastern Professional Hockey League kam er 1962 zu den Hershey Bears in die American Hockey League. Zu dieser Zeit gab es nur sechs Teams in der National Hockey League. Sich hier einen Platz zu erkämpfen, gelang dem robusten Ashbee nicht. Nur in der Saison 1965/66 kam er zu 14 Einsätzen bei den Boston Bruins. Eine schwere Verletzung ließ ihn die folgende Saison komplett aussetzen.
Als die NHL in der Saison 1970/71 inzwischen auf 14 Teams angewachsen war, holten ihn die Philadelphia Flyers in ihr Team. Sein körperliches Spiel passte in das Konzept der Flyers. Hier entwickelte er sich zu einem der besten Verteidiger des Teams. Als Philadelphia in der Saison 1973/74 das erste der neuen Teams war, das den Stanley Cup gewinnen konnte, stand Aschbee im Kader. Die Finalserie verpasste er allerdings, nachdem er sich in der Halbfinalserie gegen die New York Rangers eine schwere Augenverletzung zugezogen hatte. Nachdem die Verletzung eine Rückkehr als Spieler nicht zuließ, übernahm er bei den Flyers die Aufgabe als Assistenztrainer. Zu Ende der folgenden Saison wurde von den Flyers erstmals eine Rückennummer gesperrt. Barry Ashbees Nummer 4 wird seitdem nicht mehr vergeben. Seither wird auch der beste Verteidiger des Teams mit der Barry Ashbee Trophy ausgezeichnet.
Im April 1977 wurde bei Ashbee Leukämie diagnostiziert. Bereits einen Monat später erlag er dieser Krankheit.

## Erfolge und Auszeichnungen
- 1969 Calder-Cup-Gewinn mit den Hershey Bears
- 1974 NHL Second All-Star Team
- 1974 Stanley-Cup-Gewinn mit den Philadelphia Flyers
- 1975 Stanley-Cup-Gewinn mit den Philadelphia Flyers (als Assistenztrainer)